# Repressive Entsublimierung
Dieser Artikel wurde auf der Qualitätssicherungsseite des Portals Soziologie eingetragen. Dies geschieht, um die Qualität der Artikel aus dem Themengebiet Soziologie auf ein akzeptables Niveau zu bringen. Hilf mit, die inhaltlichen Mängel dieses Artikels zu beseitigen, und beteilige dich an der Diskussion. (Artikel eintragen)
Repressive Entsublimierung bezeichnet im engeren Sinne eine sexuelle Liberalisierung, die die bestehenden Herrschaftsstrukturen stützt.
Der Psychoanalytiker Wilhelm Reich behauptete einen fundamentalen Zusammenhang zwischen autoritärer Triebunterdrückung und faschistischer Ideologie und sah die sexuelle Befreiung des Einzelnen als eine Voraussetzung für die gesellschaftliche Befreiung in der sozialistischen Revolution. Dieses freudomarxistische Konzept kritisierte Reimut Reiche in seiner Schrift „Sexualität und Klassenkampf. Zur Abwehr repressiver Entsublimierung“, in der er zeigt, dass sich Sexualität als Ware problemlos in den Kapitalismus integrieren lässt.
Herbert Marcuse nennt das 3. Kapitel seines Buches Der eindimensionale Mensch "Der Sieg über das unglückliche Bewusstsein: repressive Entsublimierung" und bezieht den sexualpsychologischen Begriff Reichs hingegen auch auf die Kultur der Industriegesellschaften. Diese sei durch eine repressive Toleranz ihrer Institutionen geprägt, lasse aber immer mehr Grenzüberschreitungen zu und mache Privates in skandalöser Form öffentlich.